# Sniper Elite 5
Sniper Elite 5 è un videogioco sparatutto tattico in terza persona sviluppato da Rebellion Developments. Si tratta del sequel di Sniper Elite 4, ambientato nella Francia del 1944, precisamente durante il d-day, lo sbarco delle forze alleate in Normandia. Il gioco è stato pubblicato per Microsoft Windows, PlayStation 4 e Xbox One il 26 maggio 2022.

## Modalità di gioco
Come tutti i capitoli della saga, Sniper Elite 5 è uno sparatutto in terza persona con elementi stealth. Simile al suo predecessore Sniper Elite 4, il gioco è composto da mappe di grandi dimensioni, nelle quali i giocatori hanno ampia libertà di gioco e di azione; inoltre gli utenti possono scegliere se affrontare le missioni completamente in modalità stealth oppure giocare con un gameplay intermedio tra lo stealth e lo sparatutto. Anche in questo quinto capitolo è stata aggiunta la peculiare kill-cam che contraddistingue la serie: quando il giocatore uccide un nemico con il suo fucile da cecchino, essa si attiverà e seguirà il proiettile sparato fino al bersaglio, del quale mostra le parti del corpo, le ossa o gli organi che si frantumano; la kill-cam è stata implementata anche per le armi secondarie, quali pistole e mitra. Le armi che compongono l’equipaggiamento del giocatore possono essere cambiate oppure modificate in appositi banchi da lavoro disseminati per le mappe. La campagna del gioco può essere affrontata in singleplayer o in cooperativa con più giocatori. Come nel precedente capitolo, in Sniper Elite 5 è possibile giocare la modalità sopravvivenza, nella quale il giocatore dovrà affrontare, da solo oppure con altri giocatori, ondate di nemici di numero variabile; lo scopo della sopravvivenza è impedire che i nemici prendano possesso del posto di comando, nel quale il giocatore potrà rifornirsi con sacche di munizioni e con oggetti utili; se il posto di comando non viene conquistato dal nemico, al termine dell'ondata, rigenererà le munizioni e gli oggetti. In caso contrario, se viene conquistato dai nemici, smetterà di rifornire il giocatore. Le abilità e l’intelligenza dei tedeschi sono state nettamente migliorate: i nemici hanno più salute, hanno un’intelligenza tattica più sviluppata e sono più aggressivi e reattivi rispetto al capitolo precedente; inoltre, quando vengono feriti ad una parte del corpo, possono rigenerare la salute usando delle bende, esattamente come fa il giocatore. Se vengono feriti, i nemici, a differenza del capitolo precedente, useranno la pistola che hanno in dotazione. Quando un nemico sentirà un rumore si insospettirà e inizierà a cercare il giocatore; il nemico avvertirà eventuali compagni nelle vicinanze, che, a loro volta, si insospettiranno. Il nemico che scoprirà il giocatore inizierà a sparare contro di lui, facendo entrare in modalità combattimento anche i nemici nelle vicinanze. Quando un nemico che ha scoperto il giocatore si trova vicino ad una sirena correrà ad attivarla, facendo scattare l'allarme. In contrasto con il capitolo precedente, gli avversari possono scalare i muri; inoltre gli jäger e gli ufficiali jäger non potranno essere eliminati con le uccisioni corpo a corpo poiché respingeranno l’attacco del giocatore.

## Trama
Francia, 1944. Dopo aver aiutato i partigiani italiani a sconfiggere le forze nazifasciste ed a sventare il loro piano, l'agente dell'OSS e tiratore scelto Karl Fairburne viene assegnato ad un battaglione di ranger dell'esercito prima dell'operazione Overlord, allo scopo di aiutare e di proteggere sia una testa di ponte per aiutare gli americani a sbarcare in Francia sia il villaggio di Colline-Sur-Mer. Quando Karl giunge al villaggio ed all'appuntamento con il contatto della resistenza francese Charlie Barton, il sottomarino da cui è sbarcato viene distrutto dai nazisti. Charlie comunica a Faiburne che alcuni membri del gruppo sono stati uccisi dalle unità guidate dall'Obergruppenführer Abelard Möller, un alto ufficiale delle SS che sembra implicato in un progetto nazista che potrebbe cambiare le sorti del conflitto a favore dei tedeschi. La collega Marie Chevalier riferisce inoltre che Möller sta occupando con la sua guarnigione chateau de beauregard e la sta trasformando nella sua residenza privata; Karl decide così di infiltrarsi nel suo ufficio per recuperare informazioni inerenti al nuovo progetto nazista. Il cecchino scopre che Möller è stato messo a capo di una operazione top secret, "l'Operazione Kraken" e che a breve ci sarà un incontro nella cattedrale di Beaumont-Sant-Denis tra ufficiali di alto rango per discutere di tale progetto. Faiburne irrompe così all'incontro e recuperare i documenti sul presunto Kraken; Möller scopre il coinvolgimento di Fairburne e ordina ai suoi sottoposti massima attenzione, cosciente della sua fama di interrompere progetti nazisti di alto profilo. Disobbedendo agli ordini dei Ranger, Karl si infiltra nella fabbrica che costruisce macchinari da guerra e rivestimenti invisibili per sottomarini presso Martressac, della quale il cecchino ipotizza possa essere implicata nel progetto del Kraken; Karl la distrugge, interrompendo così la produzione. Recuperando i documenti della fabbrica, Faiburne scopre che è stata creato un prototipo di U-boat rivestito con la placcatura invisibile trovata nella fabbrica ed i test su questo prototipo saranno condotti nell'isola di Guernsey vicino al canale della manica. Karl riesce ad introdursi di nascosto nella base con l'aiuto di Charlie e distrugge il sottomarino, destando imbarazzo e ira nell'alto comando nazista, con Möller che è costretto ad intensificare i suoi sforzi ed a procedere nel progetto senza i risultati del test. Dopo lo sbarco degli alleati in Normandia, Karl si riunisce ai Ranger che stanno effettuando incursioni aeree nelle linee tedesche; tuttavia l'aliante su cui si trova il battaglione di Fairburne viene abbattuto dai presso il villaggio di Despont-Sur-Douve, dove i cecchini nazisti stanno facendo strage dei Ranger che tentano di conquistare il villaggio; Il cecchino elimina le forze di occupazione permettendo agli americani di occupare il villaggio. Guidato da Marie, Karl giunge ad una struttura nascosta tra le montagne dove vengono condotti test ed esperimenti sui razzi V2. Indagando sulla struttura l'agente segreto scopre finalmente la verità: il Kraken non è altro che una gigantesca flotta di U-boat tutti dotati di placcatura invisibile e razzi V2 aventi come obbiettivo attaccare le principali città statunitensi affacciate sull'Atlantico, come Boston, New York e Washington. Nello stesso momento in cui Karl scopre la verità sul progetto del Kraken, Möller contatta la base ed involontariamente parla direttamente con Fairburne e va nel panico, dato che il cecchino ha scoperto tutto ed è disposto a tutto pur di fermare la flotta di U-boat. l'ufficiale delle SS ordina la preparazione immediata della flotta e dunque la loro partenza dalla Francia. L'agente dell'OSS giunge nella città di Saint-Nazaire, la quale è stata rasa al suolo dai bombardamenti alleati, e dove la struttura che ospita gli U-boat è strettamente sorvegliata dalla Kriegsmarine. Conscio del fatto che gli U-boat non devono assolutamente lasciare la Francia, Karl escogita un piano per distruggere la base, manomettendo il sistema di alimentazione dei sottomarini e sparandoli da lontano, facendo così esplodere la flotta e fermando definitivamente i tentativi dei nazisti di invadere gli Stati Uniti. Tuttavia la parola fine sul Kraken non è ancora stata messa: il suo creatore, Möller, è ancora a piede libero e si è diretto al suo chateau per lasciare la Francia e non tornare in Germania, conscio del fatto che se lo facesse verrebbe giustiziato per il suo fallimento. Karl giunge allo chateau con Marie e Charlie, dove assassina Möller, ponendo così fine all'operazione Kraken. Il trio lascia lo chateau liberato dalla presenza nazista, probabilmente diretti a Parigi per aiutare la resistenza francese nella lotta ai tedeschi.

## Armi
Nel gioco sono presenti le armi che sono state utilizzate nel corso della seconda guerra mondiale:

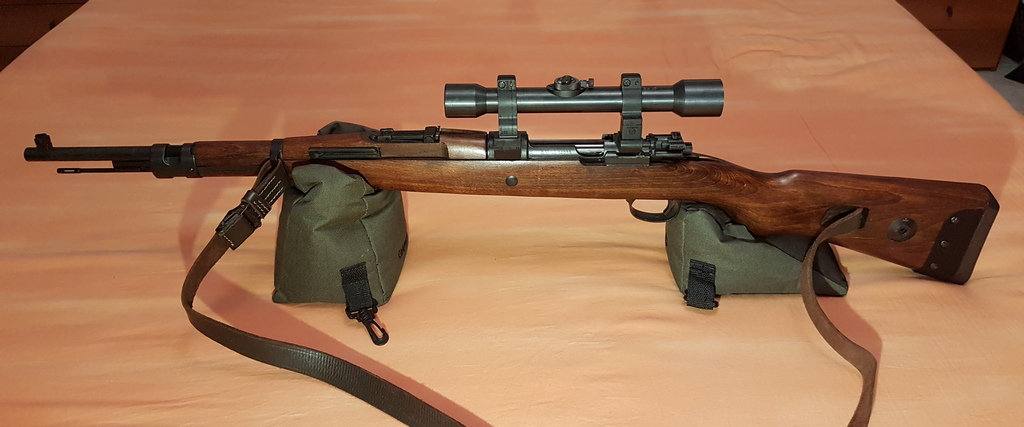
esemplare di k98k con mirino

### fucili
Per i fucili sono presenti il Gewehr 43(G43) e lo storico Karabiner 98k, entrambi in dotazione dell'esercito tedesco; prodotto alla fine della prima guerra mondiale nel 1918 dai francesi abbiamo l'RSC 1917 e, di produzione americana, sono stati inseriti lo Springfield M1903, L'M1 Garand e la carabina M1 Carbine. Nel gioco è stato inserito anche un fucile sperimentale prodotto nel 1944, che è il fucile standard usato da Fairburne e dagli altri personaggi, ovvero lo SREM-1. 